# غاستون دومرغ
كاستون دومرغ (بالفرنسية: Gaston Doumergue)‏ ولد في 1 أغسطس 1863 وتوفي في 18 يونيو 1937 كان رئيسًا لفرنسا (1924 - 1931) ورئيس الوزراء (1913-1914) و (1934).

## روابط خارجية
- غاستون دومرغ على موقع الموسوعة البريطانية (الإنجليزية)
- غاستون دومرغ على موقع ديسكوغز (الإنجليزية)
- غاستون دومرغ على موقع أوليمبيديا (الإنجليزية)